# Macbeth (personaggio)
Macbeth è un personaggio teatrale, protagonista dell'omonima tragedia di William Shakespeare, basato sulla storico re Macbeth di Scozia; la vicenda del Macbeth shakespeariano è in gran parte ispirata alle Chronicles of England, Scotland and Ireland, opere storiografiche sulla Gran Bretagna scritte da Raphael Holinshed nel 1587.
Macbeth è un nobile scozzese ed un valoroso uomo militare, che però viene corrotto dalla bramosia di potere e dalla paura per il suo futuro, al punto tale da commettere o ordinare degli omicidi anche quando non è necessario. Per tutto il corso dell'opera viene raffigurato come un antieroe: sebbene vi siano dei momenti in cui dimostra di essere un tiranno privo di scrupoli o pentimento, in altri sembra essere invece una vittima. Dopo aver ascoltato una profezia sovrannaturale da alcune streghe, le Norne, secondo la quale egli diventerà re, sua moglie, Lady Macbeth, decide di persuadere il marito ad uccidere il re di Scozia, Duncan, in modo tale da fargli ottenere l'accesso al trono. Nonostante sia dubbioso e spaventato, Macbeth commette il regicidio e diventa il nuovo re di Scozia. Da questo momento in poi vivrà una vita fatta di ansia e paura, diventando gradualmente incapace di riposare o fidarsi dei suoi uomini. Egli governa da tiranno un regno di terrore fino alla sua sconfitta da parte di Macduff. La monarchia viene quindi restaurata dal legittimo erede al trono di Scozia, Malcolm, il figlio di Duncan.

## Storia
Commends the ingredients of our poisoned chalice

To our own lips.»
La miscela del nostro calice avvelenato

Alle nostre stesse labbra.»
(W. Shakespeare, Macbeth. Testo originale a fronte, atto I, scena VII, pp. 40-41. Traduzione e cura di A. Lombardo, Feltrinelli I Classici, Milano 2004, ISBN 88-07-82142-7.)
La tragedia comincia nel bel mezzo di una sanguinosa guerra civile, quando Macbeth, Thane di Glamis, uno dei generali di Duncan, Re di Scozia, viene introdotto da un soldato ferito, che dà una vasta e colorata esaltazione di prodezza e valore di Macbeth in combattimento.

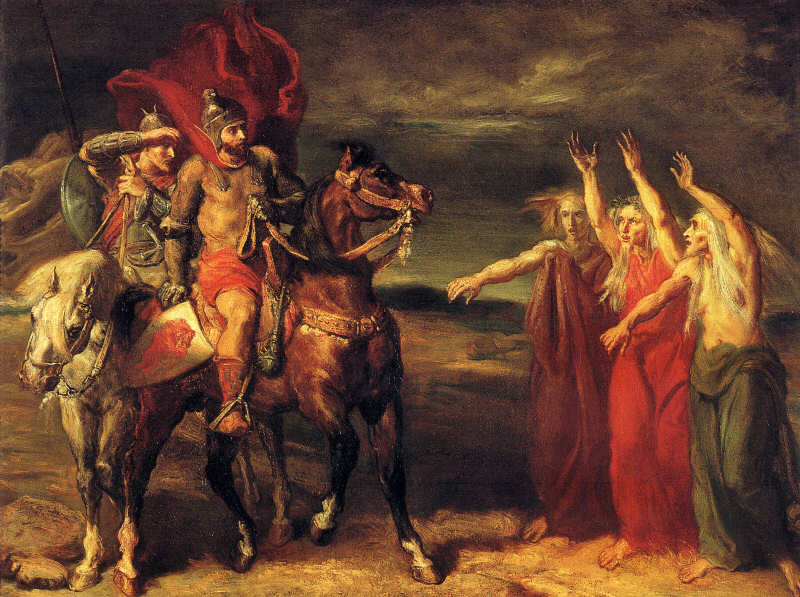
Macbeth e Banquo incontrano le Streghe nella brughiera, dipinto di Théodore Chassériau (1855)

Poco distanti dal campo di battaglia, Macbeth e Banquo incontrano tre streghe, che profetizzano la concessione del rango nobiliare di Thane della terra di Cawdor a Macbeth e la sua incoronazione come re di Scozia, insieme ad una discendenza regale per i figli di Banquo, sebbene quest'ultimo non diventerà re. I due guerrieri chiedono ulteriori spiegazioni alle streghe, che però scompaiono con un incantesimo; Macbeth e Banquo si riuniscono ai cavalieri di Duncan, il quale premia Macbeth conferendogli il titolo di Thane di Cawdor ed elogia i suoi generali per la vittoria ottenuta.
Dopo l'incontro con le streghe e l'avverarsi della prima profezia, Macbeth rimane impressionato ed in cuor suo comincia a considerare la possibilità di uccidere Duncan e prendere il suo posto al trono di Scozia.
In seguito Macbeth inizia a pensare che la profezia s'avvererà da sola, e che quindi lui non dovrà fare niente se non aspettare il sopraggiungere del fato. Nonostante ciò, egli continua a pensare ossessivamente alle profezie delle streghe, ignorando i consigli di Banquo.
Tornato a casa dalla propria moglie, Lady Macbeth, si viene a scoprire un nuovo lato del carattere di Macbeth. Egli racconta tutto alla moglie e questa inizia a pianificare di convincere Macbeth ad usurpare il trono del re Duncan e di assassinarlo. Macbeth decide comunque di non uccidere Duncan. La decisione ha tuttavia vita breve.
Qui Macbeth mostra un lato molto diverso di sé.
Lo spietato, forte, fiducioso generale Macbeth non ha nessun rimbecco per la moglie e le sue degradanti accuse nei suoi confronti.
Questo potrebbe significare che Macbeth è stato manipolato dalle streghe e da sua moglie? O ha agito di sua volontà con l'intenzione di uccidere Duncan per tutto il tempo? Le forze trainanti dietro la decisione di Macbeth rimangano un dibattito ancora in corso.

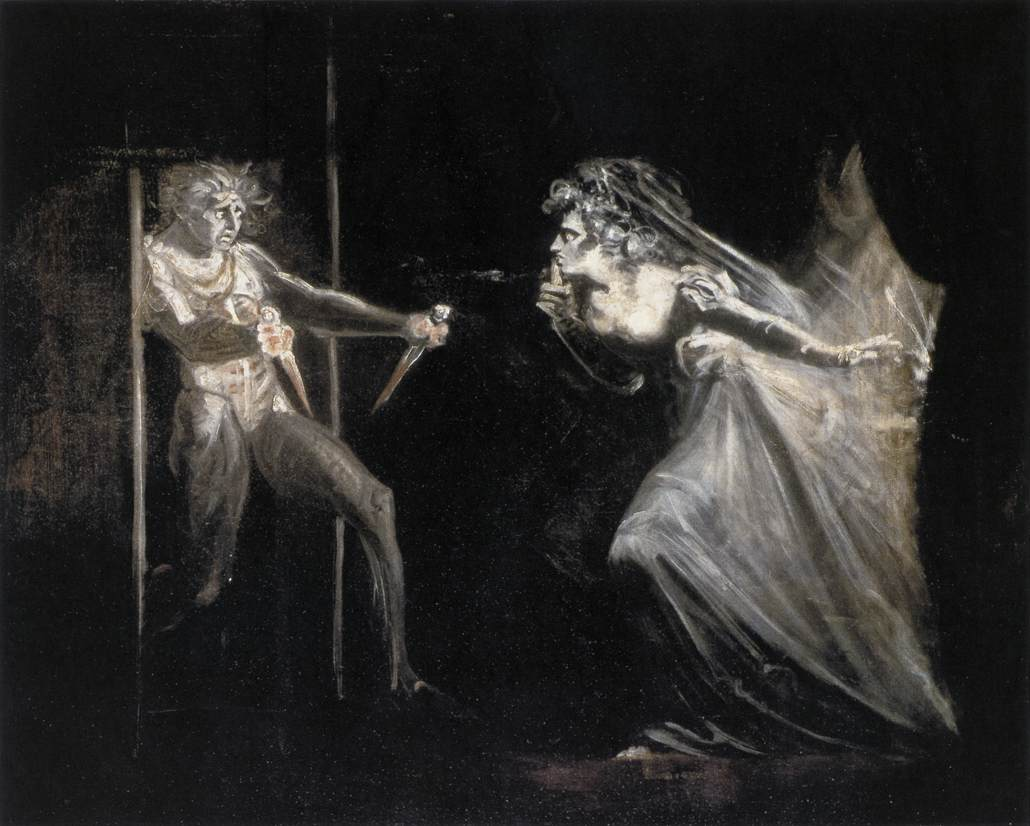
Lady Macbeth riceve i Pugnali, di Johann Heinrich Füssli (1812)

Macbeth, dopo il regicidio, inizia a sentire delle voci e non riesce neanche più a dormire, in quanto ha perso l'innocenza del sonno per sempre e le sue azioni in seguito saranno eternamente contaminate.
Nonostante i suoi molti omicidi sul campo di battaglia, Macbeth ha troppa paura di tornare in camera di Duncan e incastrare le guardie come indicato nel piano di sua moglie. È Lady Macbeth che deve quindi completare l'opera criminale.
Macbeth, dopo la morte del sovrano, viene incoronato re di Scozia, come le streghe avevano profetizzato; sentendo la propria vita in pericolo a causa di altri pretendenti al trono di Scozia e degli uomini rimasti fedeli al defunto Duncan, Macbeth decide di iniziare ad uccidere tutti i possibili regnanti e coloro che avevano soggiornato nel suo castello la notte stessa in cui sua moglie aveva ucciso Duncan nel sonno, a cominciare da Banquo (il quale già sospetta della colpevolezza di Macbeth) e suo figlio Fleance; mentre questi due ritornano dalla foresta di notte, Macbeth assolda tre sicari per ucciderli. Banquo cade nell'agguato, ma Fleance riesce a fuggire.
Dopo aver trucidato Banquo, il primo sicario torna da Macbeth a riferirgli la notizia dell'assassinio; inizialmente Macbeth si sente sollevato e felice di non avere più il peso della possibile ritorsione di Banquo, ma quando il sicario gli rivela che si sono lasciati sfuggire il figlio Fleance, Macbeth ricade nel suo stato di depressione e angoscia.

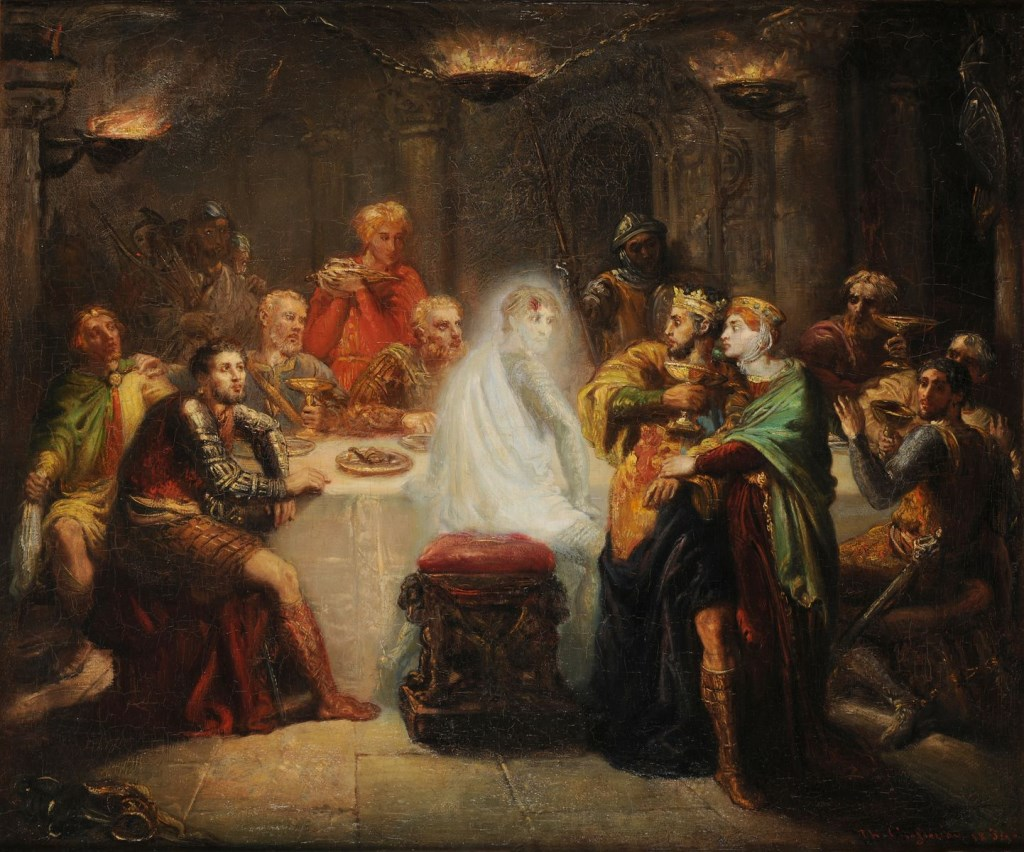
Macbeth vede il fantasma di Banquo, di Chassériau

In seguito, durante un banchetto allestito da sua moglie, Macbeth elogia la compagnia dei suoi amici e colleghi e si lamenta del perché Banquo non sia tra di loro; a questo punto Macbeth si accinge a sedersi sul seggio preparato per lui, ma si accorge che c'è qualcun altro seduto al posto suo. Inizialmente Macbeth non ci aveva fatto caso, ma poi quell'individuo si rivela essere il fantasma di Banquo, che terrorizza Macbeth a morte e lo fa infuriare a tal punto da portarlo ad urlare e sbraitare nel bel mezzo della cena più e più volte. Lady Macbeth si giustifica con gli ospiti dicendo che suo marito soffre di questo disturbo mentale fin dalla giovinezza. La serata è ormai rovinata e gli ospiti se ne sono già andati via; Lady Macbeth oltraggia nuovamente l'onore di uomo di suo marito e gli fa capire quanto sia futile il suo comportamento, dicendogli che ciò che ha visto non era un fantasma ma l'immagine proiettata della sua paura.
In Holinshed, Macbeth regna abilmente per dieci anni prima di essere sfidato da Macduff e Malcolm. In Shakespeare, tuttavia, il regno di Macbeth sembra essere immediatamente un governo di tirannia e omicidi. Macbeth, diventato ora totalmente paranoico ed esaurito, non si fida ormai più di nessuno. Con il progredire dell'opera, Macbeth sprofonda ulteriormente nell'omicidio.

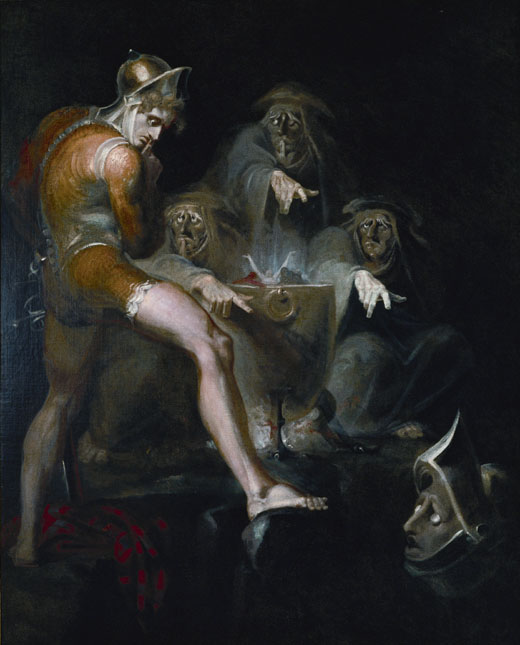
Macbeth consulta la visione della Testa Armata, di Füssli

Nonostante i consigli pratici di Lady Macbeth riguardo al voltare pagina, smettere con le uccisioni e iniziare a godersi il suo ruolo di monarca, Macbeth non riesce ad uscire dall'abisso di sangue nel quale è sprofondato. È ossessionato dalle streghe e dalle loro profezie.
Più tardi, Macbeth fa assassinare brutalmente l'innocente Lady Macduff, il suo giovane figlio e la loro intera famiglia da alcuni suoi sicari. Questo sarà per lui un errore fatale, in quanto farà scattare in Macduff il desiderio di vendetta. Negli ultimi atti, Macbeth viene a sapere che Lady Macbeth è morta (forse si è suicidata) ma non mostra nessuna compassione nei confronti della moglie perduta, ed anzi decide di prepararsi alla battaglia finale senza neanche indossare la propria armatura. Alla fine, Macbeth viene ingannato dalle nuove profezie delle streghe, le quali lo avevano avvertito attraverso alcune visioni di stare lontano da Macduff e che nessun uomo nato da una donna avrebbe mai potuto ucciderlo; sicuro delle parole delle megere, Macbeth decide comunque di affrontare in battaglia Macduff, il quale gli rivela di essere nato da un taglio cesareo, quindi non è "tecnicamente" nato da una donna. Macbeth nonostante ciò vuole continuare a battersi valorosamente, sebbene questa decisione lo porterà a morte. Con il decesso di Macbeth, la Scozia torna ad avere il suo legittimo re, Malcolm, il figlio di Duncan, e l'opera si conclude.